# Lophalia cribricollis
Lophalia cribricollis är en skalbaggsart som först beskrevs av Bates 1892.  Lophalia cribricollis ingår i släktet Lophalia och familjen långhorningar. Inga underarter finns listade i Catalogue of Life.